# Złota kolekcja: Sentymentalny świat
Złota kolekcja: Sentymentalny świat – album kompilacyjny Jerzego Połomskiego zawierający jego największe przeboje, wydany w 1998 roku jako część serii Złota kolekcja.

## Lista utworów
| Nr  | Tytuł utworu                     | Długość |
| --- | -------------------------------- | ------- |
| 1.  | „Jak to dziewczyna”              | 04:44   |
| 2.  | „Moja miła, moja cicha”          | 03:58   |
| 3.  | „Daj”                            | 03:01   |
| 4.  | „Błękitna chusteczka”            | 02:22   |
| 5.  | „Czy moja?”                      | 02:36   |
| 6.  | „Przyszłaś do mnie jak piosenka” | 02:49   |
| 7.  | „Bo z dziewczynami”              | 03:45   |
| 8.  | „Miłość nigdy nie wraca”         | 03:52   |
| 9.  | „Miłujcie Tedy, ile chcecie”     | 03:05   |
| 10. | „Cała sala śpiewa z nami”        | 02:15   |
| 11. | „Tylko ona jedna”                | 02:35   |
| 12. | „Iść za marzeniem”               | 03:45   |
| 13. | „Tak daleko nam do siebie”       | 04:14   |
| 14. | „Sentymentalny świat”            | 03:52   |
| 15. | „Kochaj mnie mniej”              | 02:52   |
| 16. | „Zaprasza nas ten walc”          | 03:03   |
| 17. | „Preludium deszczowe”            | 03:17   |
| 18. | „Z tobą świat nie ma wad”        | 03:54   |
| 19. | „Szeptem malowane”               | 03:48   |
| 20. | „Kochaj właśnie mnie”            | 03:44   |
| 21. | „Moja młodość”                   | 04:53   |
|     |                                  | 1:12:24 |